# 東北部 (ベトナム)
東北または東北部 (とうほく、-ぶ、ベトナム語：Đông Bắc (Bộ) / 東北(部)?) は、国土の北東の領域を占めるベトナムの地方の一つ。ハノイの北東と中国との国境を取り囲んでいる。

## 省
- バクザン省
- バックカン省
- カオバン省
- ハザン省
- ランソン省
- フート省
- クアンニン省
- タイグエン省
- トゥエンクアン省